# یاگیو مونه‌توشی
یاگیو مونه‌توشی (به ژاپنی: 柳生石舟斎平宗厳 Yagyū Munetoshi)؛(۱۵۲۹ – ۲۵ مهٔ ۱۶۰۶) یک سامورایی در دوره سنگوکو بود.